# Comarca de Angélica
A Comarca de Angélica é uma comarca brasileira localizada no município de Angélica, no estado de Mato Grosso do Sul, a 300 quilômetros da capital.

## Generalidades
Sendo uma comarca de primeira entrância, tem uma superfície total de 1,3 mil km², o que totaliza 0,4% da superfície total do estado. A povoação total da comarca é de 9,1 mil habitantes, aproximadamente 3% do total da povoação estadual, e a densidade de povoação é de 7,2 habitantes por km².
A comarca inclui apenas o município de Angélica. Limita-se com as comarcas de Nova Andradina, Rio Brilhante, Deodápolis e Ivinhema.
Economicamente possui PIB de R$ 194 281 000,00 e PIB per capita de R$ 21 186,54